# Vicente Bachero Castells
Vicente Bachero Castelles (Onda, 6 de gener de 1905 - batalla de l'Ebre, entre el 25 de juliol i abans del 25 d'octubre del 1938) va ser un ciclista i polític d'origen valencià establert a Catalunya, que fou professional des del 1925 al 1935.

## Biografia
Els seus pares el portaren a viure a Barcelona de molt jove, i Bachero es vinculà a activitats esportives al barri de Sants. Fill de ciclista (el seu pare, Vicente també de nom, faria equip amb ell
 el 1926), l'any 1925 firmà per córrer amb l'equip Peugeot, i el 1932-1933 corria per l'AC Montjuïc. Feu competicions en ruta, i a velòdroms com els de Palma o Reus, en aquests darrers en proves de carreres a l'americana.
Establert a Sant Just Desvern (ja hi vivia el 1932), el 1936 formava part del grup local "Acràcia", de la FAI i el 7 de setembre del 1936, en representació del sindicat CNT, s'incorporà al Comitè de Milícies Anti-feixistes de Sant Just que prengué el govern municipal. Poc després, el 17 d'octubre del 1936 s'integrà, com a alcalde tercer, en la junta de govern municipal, institució on romangué fins al 8 de juliol del 1937. Va ser internat al camp de treball número 6 pels voltants de juliol del 1938 i al cap de poc participà, i morí, a la batalla de l'Ebre. El seu nom està recollit al memorial de Camposines (La Fatarella).

## Palmarès
- 1930
  - 3r al Campionat d'Espanya en ruta
- 1932
  - 1r al Campionat de Barcelona
- 1933
  - 3r al Campionat d'Espanya en ruta
- 1934
  - 2n a la Volta a Mallorca i vencedor d'una etapa

### Resultats a la Volta a Espanya
- 1935. 16è de la classificació general

### Resultats al Tour de França
- 1935. 39è de la classificació general